# Calycopis matho
Calycopis matho is een vlinder uit de familie van de Lycaenidae. De wetenschappelijke naam van de soort werd als Thecla matho in 1887 gepubliceerd door Godman & Salvin.

## Synoniemen
- Argentostriatus roraimaevagus Johnson, 1993